# 코파 델 레이 1918
코파 델 레이 1918(스페인어: Copa del Rey de Fútbol 1918)은 스페인 축구 컵대회인 코파 델 레이의 16번째 시즌이다.
이 대회는 1918년 4월 8일에 시작되어 1918년 5월 2일에 마드리드의 오도넬에서 열린 결승전으로 막을 내렸다. 이 경기에서 레알 우니온이 마드리드 축구단을 2–0으로 이기고 사상 2번째 대회 우승을 거두었다.

## 참가 구단
- 북부: 레알 우니온
- 중부: 마드리드 축구단
- 남부: 레크레아티보
- 갈리시아 주: 포르투나 비고
- 아스투리아스 주: 스포르팅 히혼
- 카탈루냐 주: 에스파뇰

## 8강전
레크레아티보와 포르투나 비고가 부전승으로 준결승전에 진출했다.

### 1차전
| 에스파뇰 | 3–0 | 마드리드 축구단 |
| -------- | --- | --------------- |
|          |     |                 |

| 레알 우니온 | 4–1 | 스포르팅 히혼 |
| ----------- | --- | ------------- |
|             |     |               |

레알 우니온과 스포르팅 히혼 간의 경기는 중립 구장에서 벌어진 단판 경기였다. 레알 우니온이 준결승전에 진출했다.

### 2차전
| 마드리드 축구단 | 1–0 | 에스파뇰 |
| --------------- | --- | -------- |
|                 |     |          |

에스파뇰과 마드리드 축구단은 각각 1승씩 챙겼다. 당시, 골득실차는 고려 대상이 아니었다. 따라서 재경기가 진행되었다.

### 재경기
| 마드리드 축구단 | 2–1 | 에스파뇰 |
| --------------- | --- | -------- |
|                 |     |          |

마드리드 축구단이 준결승전에 진출함

## 준결승전

### 1차전
| 레크레아티보 | 1–2 | 마드리드 |
| ------------ | --- | -------- |
|              |     |          |

| 레알 우니온 | 4–1 | 포르투나 비고 |
| ----------- | --- | ------------- |
|             |     |               |

레알 우니온과 포르투나 비고 간의 경기는 중립 구장에서 벌어진 단판 경기였다. 레알 우니온이 결승전에 진출했다.

### 2차전
| 마드리드 축구단 | 4–0 | 레크레아티보 |
| --------------- | --- | ------------ |
|                 |     |              |

합계 2승으로 마드리드 축구단이 결승전에 진출함

## 결승전
| 레알 우니온       | 2–0 | 마드리드 축구단 |
| ----------------- | --- | --------------- |
| 레가레타 45′, 85′ |     |                 |

| 코파 델 레이 1918 우승 |
| ---------------------- |
| 레알 우니온 2번째 우승 |